# 伊勢鉄道イセIII型気動車

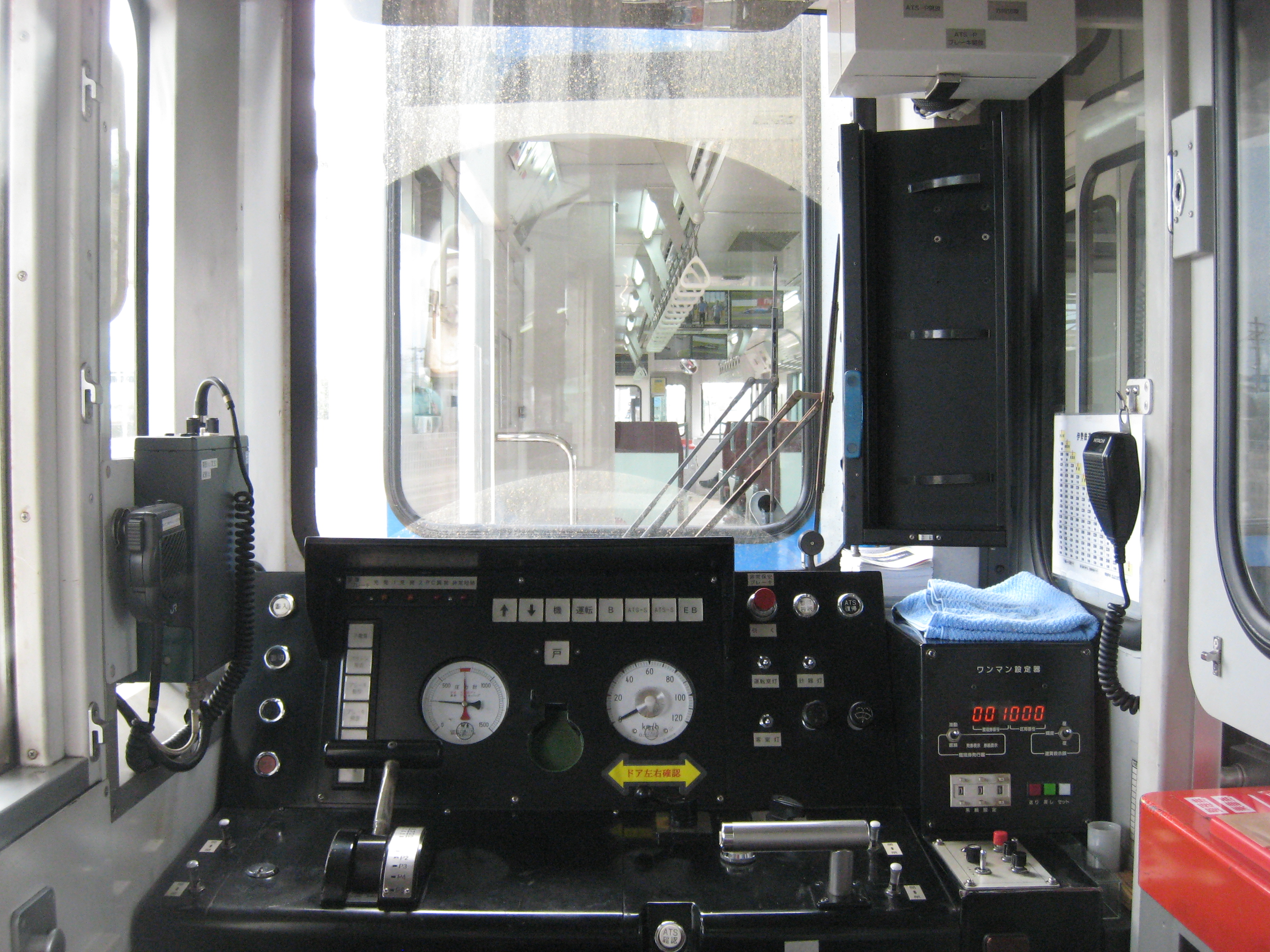
運転台

伊勢鉄道イセIII型気動車 （いせてつどういせIIIがたきどうしゃ）は、2003年（平成15年）から2005年（平成17年）にかけて4両が製造された伊勢鉄道の気動車である。

## 概要
1987年（昭和62年）3月に日本国有鉄道（国鉄）伊勢線を第三セクターに転換して開業した伊勢鉄道が、開業に際して投入したイセI型及び1989年（平成元年）に増備されたイセII型計4両の老朽化に伴い、代替車として2003年（平成15年）から2005年（平成17年）にかけてイセIII型4両が富士重工業・新潟トランシスで製造された。車体長がイセI型・イセII型の15 mに対し、18 mに延長され、車体材質がステンレスになっている。正面に貫通路が設けられた両運転台式で、トイレは設置されていない。床面高さを1,150 mmと低くし、ステップレスとなっている。

## 車体

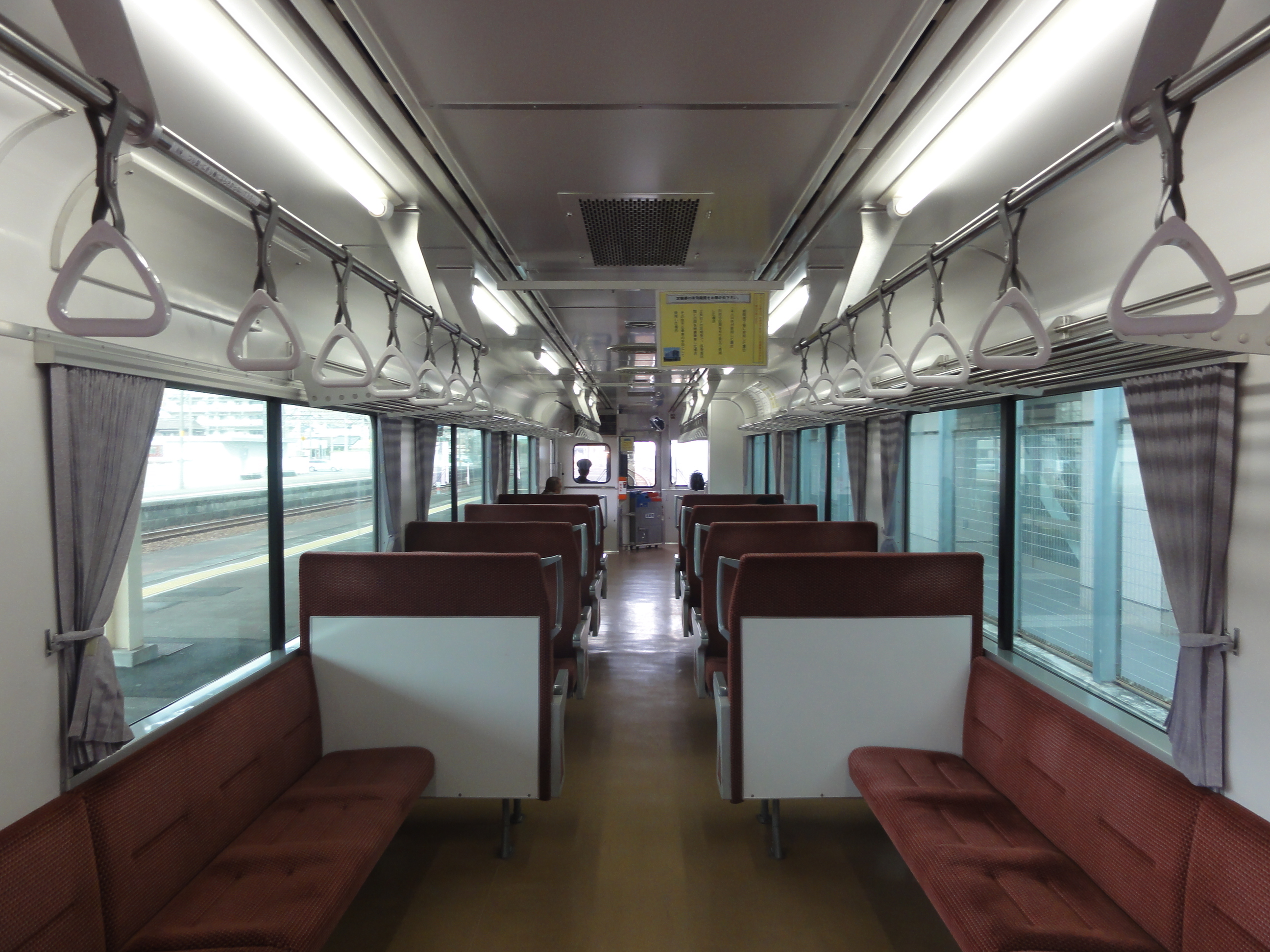
イセIII型の車内

富士重工業製の軽快気動車だが、車体材質（ステンレス）、ステップレスを実現するための床面高さなど、同時期に製造された他社向け車両とは仕様が異なる点がある。イセI型、イセII型の車体長15,000 mmに対し、18,000 mmに延長され、先頭部は工作の容易化のため普通鋼製となった。運転席は左隅式とされ、乗務員扉は設けられなかった。乗務員室横には狭幅の固定窓と下降窓が各1枚、乗務員室と反対側には固定窓1枚が設置され、客用扉は幅1,000 mmの引き戸が片側2か所、乗務員室の直後に設けられた。扉間には2連式の紫外線吸収ガラスの固定窓3組が設けられた。車体下部に三重の海をイメージした3本の青帯がまかれた。床面高さは1,150 mm、ステップレスとなっている。側面にもLED式の行先表示装置が設けられた。
車内中央部には4人掛けバケットタイプのボックスシート6組が設けられ、それ以外の部分はロングシートとなった。四日市寄りには車椅子スペースが設けられた。運転操作は左手操作のワンハンドルマスコンとなった。

## 走行装置
エンジンはカミンズ製N14R ディーゼルエンジン（定格出力261 kW / 2,100 rpm）を1基搭載、動力はTACN22-1630液体変速機を介して台車に伝達される。前位側台車は2軸駆動の動台車FU56D、後位側は付随台車FU56Tで、いずれもボルスタレス式空気ばね式である。制動装置は保安ブレーキ付き電気指令式空気ブレーキが採用された。

## 空調装置
暖房装置はエンジン排熱を利用した温風式である。冷房装置は能力26 kW（22,371 kcal/h）のもの2基が搭載された。

## 車歴
| 形式    | 車両番号    | 製造       | 廃車 |
| ------- | ----------- | ---------- | ---- |
| イセIII | イセ101号車 | 2003年2月  | -    |
| イセIII | イセ102号車 | 2003年12月 | -    |
| イセIII | イセ103号車 | 2004年12月 | -    |
| イセIII | イセ104号車 | 2005年12月 | -    |

## 運用
2003年（平成15年）2月から営業運転に投入された。2002年度から2005年度にかけて毎年1両ずつ製造され、イセI型、イセII型を置き換えた。101号車は富士重工業製だが、102号車以降は富士重工業の鉄道車両部門の新潟トランシスへの移管に伴い、新潟トランシスで製造されている。

### 書籍
- 寺田 祐一『私鉄気動車30年』JTBパブリッシング、2006年。ISBN 4-533-06532-5。

### 雑誌記事
- 『鉄道ピクトリアル』通巻738号「鉄道車両年鑑2003年版」（2003年10月・電気車研究会）
  - 「2002年度のニューフェイス」 pp. 8-20
  - 岸上 明彦「2002年度民鉄車両動向」 pp. 109-130
  - 伊勢鉄道（株）運輸部 多田直樹「伊勢鉄道 イセIII型」 pp. 157-158
  - 「各社別新造・改造・廃車一覧」 pp. 208-219

- 『レイルマガジン』通巻250号（2004年7月・ネコ・パブリッシング）
  - 寺田 祐一「私鉄・三セク気動車 141形式・585輌の今!」 pp. 4-50

- 『鉄道ピクトリアル』通巻753号「鉄道車両年鑑2004年版」（2004年10月・電気車研究会）
  - 岸上明彦「2003年度民鉄車両動向」 pp. 120-140
  - 「各社別新造・改造・廃車一覧」 pp. 216-227

- 『鉄道ピクトリアル』通巻767号「鉄道車両年鑑2005年版」（2005年10月・電気車研究会）
  - 岸上 明彦「2004年度民鉄車両動向」 pp. 116-141
  - 「各社別新造・改造・廃車一覧」 pp. 214-239

- 『鉄道ピクトリアル』通巻767号「鉄道車両年鑑2006年版」（2006年10月・電気車研究会）
  - 岸上 明彦「2005年度民鉄車両動向」 pp. 118-140
  - 「各社別新造・改造・廃車一覧」 pp. 205-220

### Web資料
- “会社案内”.   伊勢鉄道. 2017年5月1日閲覧。